# Bato (Catanduanes)
Bato ist eine philippinische Stadtgemeinde der Inselprovinz Catanduanes. Sie hat 21.279 Einwohner (Zensus 1. August 2015), die in 27 Barangays leben. Die Gemeinde wird als teilweise urban beschrieben und gehört zur fünften Einkommensklasse der Gemeinden auf den Philippinen. Bato liegt ca. 372 km südöstlich der Hauptstadt der Philippinen Manila und 8 km östlich der Provinzhauptstadt Virac, an der Küste der Philippinensee. 
Bato hat eine hügelig bis gebirgig beschriebene Topographie, in der das Natur- und Wasserschutzgebiet Catanduanes Watershed Forest Reserve mit seinen ausgedehnten Regenwaldbeständen liegt.
Das Klima der Insel Catanduanes wird als Type II klassifiziert, mit keiner ausgeprägten Trocken- oder Regenzeit, die stärksten Niederschläge fallen von Oktober bis Dezember. Die Gemeinde liegt innerhalb des Typhongürtels auf den Philippinen.

## Baranggays
| - Aroyao Pequeño - Bagumbayan - Banawang - Batalay - Binanwahan - Bote - Buenavista - Cabugao - Cagraray - Carorian - Guinobatan - Libjo - Marinawa - Mintay | - Oguis - Pananaogan - Libod Poblacion - San Andres - San Pedro - San Roque - Santa Isabel - Sibacungan - Sipi - Talisay - Tamburan - Tilis - Ilawod (Pob.) 1 |  |